# Osphya essigi
Osphya essigi is een keversoort uit de familie zwamspartelkevers (Melandryidae). De wetenschappelijke naam van de soort werd in 1928 gepubliceerd door Edwin Cooper Van Dyke.